# 蒼瀬くるみ
蒼瀬 くるみ（あおせ くるみ、1994年6月29日 - ）は、日本の女性モデル、タレント。本名:エドワード・アダムス・クルミカーン。北海道札幌市出身。ニュートラルマネジメント （NMT inc.）所属。

## 来歴
2017年9月14日発売の『週刊ヤングジャンプ』42号にて初のグラビアを披露した。
2020年1月よりRIZIN初代公式アンバサダー2020に就任。
2021年5月17日に1st写真集「KURUMI」を6月23日に発売することを発表した。
2022年11月12日にブラジリアン柔術の青帯を取得したことを報告。
2024年1月16日、くるみから蒼瀬くるみに改名。

## 人物
- 母が日本人、父が3か国のミックス（父方の祖父はアイルランド人）で日本、アイルランド、アメリカ合衆国、ロシアのクォーターとなる[6][7][8]。日本語・英語・中国語を話すトリリンガル[7]。
- 趣味は柔術、格闘技観戦、ゲーム。特技は暗記と編み物。自慢できることは腹筋がかたいこと。
- 滑舌が悪いとファンからいじられることがある。
- 兄弟は姉と兄がいる。小さい頃の夢は幼稚園の先生。
- 大叔父は赤塚不二夫[9]。母方の親族で、本人は幼少期に会ったことがあるという[要出典][10]。

## 出演

### テレビ
- テイバン・タイムズ（2020年4月～、BS朝日） - 準レギュラー出演
- 本能Z （2017年3月18日、CBCテレビ）- 3代目アシスタントオーディション
- 一夜づけ （2016年4月〜2017年3月、テレビ東京）レギュラー出演

### テレビ  ゲスト
- 紺野、今から踊るってよ （2016年6月30日、テレビ東京）
- 極楽とんぼKAKERUTV（2017年10月5日、AbemaTV）
- FRESH!「囚人大喜利α」第8話（2017年7月19日、AbemaTV） - ゲスト出演
- タビフク+VR（2020年2月19日・26日、BS-TBS）
- ロンドンハーツ『時々呼ぶかもしれない女性タレントオーディション』（2020年1月7日、テレビ朝日）
- テイバン・タイムズ（2020年1月26日 BS朝日）
- 日立 世界・ふしぎ発見!（2017年9月2日、TBSテレビ） - ミステリーハンター
- 今から、西野アナが行きますんで～孤独な美女を歌で励まします～（2017年5月3日、テレビ東京）
- 実話怪談倶楽部  The Secret SP6 （2021年6月18日、フジテレビONE）
- Yogibo presents RIZIN.30（2021年9月24日、フジテレビ） - ゲスト

### 広告
- TAMASHIMA.tokyo 東京多摩と島の観光情報サイト
- トリンプ・インターナショナル / AMO'S STYLE by Triumph Mermaid BEAUTY2017WEB限定シリーズカタログモデル
- ヴェルムーア / 2017SSイメージモデル
- ETUDE HOUSE / LETS PLAY MAKE-UP!
- 東京西川×ナノユニバース /  DOWN COLLECTION AUTUMN＆WINTER 2016
- AOKI / 「フレッシャーズスーツ」2016
- ニッセン / 2015-2016秋 冬　カタログ
- 丸昌 / 「マルイ 卒業時装BOOK」（2015年9月〜 ）
- ベルメゾンファッション 2015冬号
- 三松 / CiTE (会員誌) 2015春夏号

### CM
- 2017年 コーセー ソフティモ LACHESCA（ラチェスカ）オイルクレンジング 「とろ～り密着オイル篇」
- 2015年 AEON浴衣「なつ古典」 TVCM
- 2015年 ネスレ日本「ペリエ」WEBプロモーション

### SHOW
- Rakuten GirlsAward 2018AW / 2019SS / 2019AW
- 札幌コレクション 2016 / 2017
- Bridal Collection2016
- PRIMACARA ドレスショー2016
- NHDK ショー2016
- 渋谷PARCO（PARCO NIGHT EVENT LAST SHOW）
- クラウディ
- グランマニエブライダルショー
- 毎日モード
- クラウディア/ Scena D’uno

### 格闘技
- RIZIN公式アンバサダー（2020年1月～就任）

## PV
- 2025年 YZERR feat. LANA,JP THE WAVY,¥ellow Bucks 「Miss Luxury」Music Video
- 2020年 AK-69「Guest List」Music Video
- 2019年 reGretGirl「おわりではじまり」Music Video
- 2016年イトヲカシミニアルバム 「捲土重来」堂々巡リ

## 書籍

### 写真集
- KURUMI（2021年6月23日、KADOKAWA）[11]

## 参考資料
- モデルプレスニュース ハーフ美女くるみ、初の試みで美バスト披露
- 海・山・空を巡る大冒険観光キング・アフリカ最前線インタビュー
- ミステリーハンター
- ETUDE HOUSE SENSUAL LOOK ほんのり甘いつやめきで魅せるセンシュアルメイク
- 明日の本能Zは、2017年注目の美女が集結！
- イトヲカシが最新作収録曲「堂々巡リ」のミュージックビデオを公開！Aol News
- イトヲカシが最新作収録曲「堂々巡リ」のミュージックビデオを公開！BIGLOBEニュース
- 島ぜんぶでおーきな祭 -第8回沖縄国際映画祭-今田耕司さんは気さくで優しい方
- 今日登場の美女はくるみさん。クォーターの彼女はお顔も発言も行動も本当にキュート
- モデルのくるみ AMO'S STYLE by Triumph / Mermaid BEAUTY広告モデル起用